# Crawford County (Kansas)
Crawford County ist ein County im Bundesstaat Kansas der Vereinigten Staaten. Der Verwaltungssitz (County Seat) ist Girard. Das U.S. Census Bureau hat bei der Volkszählung 2020 eine Einwohnerzahl von 38.972 ermittelt.

## Geographie
Das County liegt fast im äußersten Südosten von Kansas, grenzt im Osten an Missouri, ist im Süden etwa 40 km von Oklahoma entfernt und hat eine Fläche von 1541 Quadratkilometern, wovon sechs Quadratkilometer Wasserfläche sind. Es grenzt in Kansas im Uhrzeigersinn an folgende Countys: Bourbon County, Cherokee County, Labette County und Neosho County.

## Geschichte
Crawford County wurde am 13. Februar 1867 aus Teilen des Bourbon County und des Cherokee County gebildet. Benannt wurde es nach Samuel J. Crawford, dem dritten Gouverneur von Kansas.
18 Bauwerke und Stätten des Countys sind im National Register of Historic Places eingetragen.

## Demografische Daten

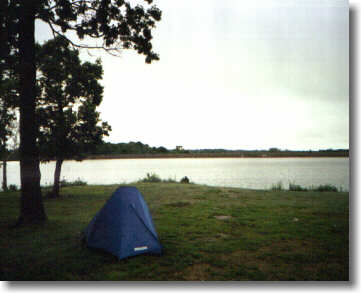
See im Crawford State Park

Nach der Volkszählung im Jahr 2000 lebten im Crawford County 38.242 Menschen in 15.504 Haushalten und 9441 Familien im Crawford County. Die Bevölkerungsdichte betrug 25 Einwohner pro Quadratkilometer. Ethnisch betrachtet setzte sich die Bevölkerung zusammen aus 93,29 Prozent Weißen, 1,83 Prozent Afroamerikanern, 0,94 Prozent amerikanischen Ureinwohnern, 1,11 Prozent Asiaten, 0,09 Prozent Bewohnern aus dem pazifischen Inselraum und 1,11 Prozent aus anderen ethnischen Gruppen; 1,63 Prozent stammten von zwei oder mehr Ethnien ab. 2,38 Prozent der Bevölkerung waren spanischer oder lateinamerikanischer Abstammung.
Von den 15.504 Haushalten hatten 28,5 Prozent Kinder unter 18 Jahren, die mit ihnen gemeinsam lebten. 47,9 Prozent waren verheiratete, zusammenlebende Paare, 9,3 Prozent waren allein erziehende Mütter und 39,1 Prozent waren keine Familien. 30,6 Prozent aller Haushalte waren Singlehaushalte und in 13,4 Prozent lebten Menschen mit 65 Jahren oder darüber. Die Durchschnittshaushaltsgröße betrug 2,35 und die durchschnittliche Familiengröße betrug 2,96 Personen.
22,9 Prozent der Bevölkerung waren unter 18 Jahre alt. 16,4 Prozent zwischen 18 und 24 Jahre, 25,0 Prozent zwischen 25 und 44 Jahre, 20,2 Prozent zwischen 45 und 64 Jahre und 15,5 Prozent waren 65 Jahre alt oder älter. Das Durchschnittsalter betrug 34 Jahre. Auf 100 weibliche Personen kamen 95,0 männliche Personen. Auf 100 erwachsene Frauen ab 18 Jahren kamen 92,4 Männer.
Das jährliche Durchschnittseinkommen eines Haushalts betrug 29.409 USD, das Durchschnittseinkommen einer Familie betrug 40.582 USD. Männer hatten ein Durchschnittseinkommen von 27.881 USD, Frauen 21.517 USD. Das Prokopfeinkommen betrug 16.245 USD.
9,4 Prozent der Familien und 16,0 Prozent der Bevölkerung lebten unterhalb der Armutsgrenze.

## Orte im County
- Arcadia
- Arma
- Atlas
- Barber
- Beulah
- Brazilton
- Capaldo
- Cato
- Cherokee
- Chicopee
- Coalvale
- Cornell
- Croweburg
- Curranville
- Dry Wood
- Dunkirk
- Edison
- Englevale
- Farlington
- Filler
- Fleming
- Fox Town
- Franklin
- Frontenac
- Fuller
- Girard
- Greenbush
- Gross
- Hepler
- Kirkwood
- Klendike
- Kniveton
- Kramer
- Langdon
- Litchfield
- Lone Oak
- McCune
- Mertz
- Midway
- Monmouth
- Mulberry
- Opolis
- Pittsburg
- Polk
- Radley
- Red Onion
- Ringo
- South Radley
- Walnut
- Yale

Townships
- Baker Township
- Crawford Township
- Grant Township
- Lincoln Township
- Osage Township
- Sheridan Township
- Sherman Township
- Walnut Township
- Washington Township